# Listă de companii petroliere din România
Aceasta este o listă de companii petroliere din România:
- Conpet
- Format:Industria petrolului în România
- Grup Servicii Petroliere
- Oil Terminal Constanța
- Petrolexportimport
- Petrom
- Petrotrans
- PSV Company
- Rompetrol
- Rompetrol Well Services

## Traderi de produse petroliere
- Oscar Downstream
- Unicom Holding
- ROTTCO Consult, cu afaceri de 117,4 milioane euro în 2014 [1]
- Planoil, cu afaceri de 130 de milioane de euro în 2008 [2]
- Comision Trade, cu afaceri de 106 milioane euro în 2013 [3][4]